# Sebastian Frimmel
Sebastian Frimmel (Perchtoldsdorf, 1995. december 18. –) osztrák válogatott kézilabdázó, a Pick Szeged játékosa.

## Pályafutása
Sebastian Frimmel az osztrák élvolnaban 2013-ban mutatkozott be, a felnőtt válogatottban pedig 2014 márciusában egy Németország elleni mérkőzésen. A 2014–2015-ös szezonban az osztrák bajnokság góllövőlistáján nyolcadik helyen végzett 151 találatával, és az idény legjobb újoncának választották. A 2016–2017-es bajnokságban 184 gólt ért el, és a góllövőlista második helyén zárt, csapatával pedig bronzérmet szerzett, így a következő szezonban pályára léphetett az EHF-kupában, ahol a második selejtező fordulóig jutottak. A négy lejátszott nemzetközi mérkőzésen Frimmel 22 gólt szerzett.
2018-ban igazolt a svájci bajnokság bronzérmeséhez, a Kadetten Schaffhausen csapatához. Ezzel a csapattal 2019-ben megnyerte a bajnokságot, így a 2019–2020-as évadban bemutatkozhatott a legrangosabb európai kupában, a Bajnokok Ligájában. A BL-ben 44 gólt szerzett, ezzel – Császár Gábor után – ő volt csapata második leggólerősebb játékosa. 2021-ben ezüstérmet szerzett a svájci bajnokságban, majd a magyar bajnok Pick Szegedhez igazolt.

## Sikerei, díjai
- Svájci bajnok: 2019
- Magyar bajnok: 2022
- Magyar kupagyőztes: 2025